# 新阪急ホテル
新阪急ホテル（しんはんきゅうホテル）は、大阪府大阪市北区と京都府京都市下京区にある阪急電鉄系のホテルである。現在は阪急阪神第一ホテルグループに所属し、運営は阪急阪神ホテルズが行っている。
かつて高知市・東京築地・兵庫県三田市にもホテルを展開していた運営会社でもあった。

## 新阪急ホテルチェーン

### 新阪急ホテルアネックス

#### 概要
本館の高稼働による慢性的な客室不足を解消するため、阪急電鉄は1985年（昭和60年）北野阪急ビルを建設し、完成したビルの1階（フロント）と7階から17階（客室）に入居した。
北野阪急ビルの1階の一部、地下1階、2階、3階、4階のフロアは、「DD HOUSE」という飲食店やフィットネスクラブなどが入居する商業施設になっている。

#### 沿革
- 1985年（昭和60年）7月12日 - 新阪急ホテルの北に別館として開業

#### アクセス
- 阪急大阪梅田駅 茶屋町口より徒歩3分
- JR大阪駅御堂筋北口より北側陸橋渡って北へ徒歩5分
- Osaka Metro御堂筋線梅田駅 北改札出て徒歩5分

### 京都新阪急ホテル

#### 概要
新阪急ホテル初のチェーン店として1981年（昭和56年）京都駅前に開業した。
ホテル前からは阪急バスが共同運行する京都経由の高速バスが発着している。但し、2017年3月31日まで運行していた福岡方面行きのムーンライト号は八条口側にあるホテル京阪前から発着していた。

#### 沿革
- 1981年（昭和56年）7月7日 - 京都駅前に開業

#### アクセス
- JR京都駅烏丸中央口より徒歩3分

## かつて存在したホテル

### 大阪新阪急ホテル

#### 概要
東京オリンピックや東海道新幹線開業に沸いた1964年（昭和39年）大阪キタの中心地・梅田に開業した。阪急創始者である小林一三が開業させた新橋第一ホテルにおける「特権階級向けではなくビジネスマンに使いやすいホテルを」という構想を、一三の死後、高度経済成長の時期に今度は大阪で実現させたものである。
阪急大阪梅田駅に直結しており、またJR大阪駅やOsaka Metro梅田駅などの主要ターミナル駅から近く、また1階からは大阪国際空港や関西国際空港行きのリムジンバスが発着している。
建物の老朽化の進展や近くに系列のホテル阪急レスパイア大阪が開業したことから、大阪新阪急ホテルについては2024年度末頃に営業を終了する予定である。今後は芝田1丁目計画で再整備することにしている。営業終了後は大阪・関西万博外国人スタッフ向けの宿泊施設として利用されることが検討されている

#### 沿革
- 1964年（昭和39年）8月8日 - 開業
- 1970年（昭和45年）3月6日 - 新館オープン
- 1985年（昭和60年）7月12日 - 別館となる新阪急ホテルアネックスを開業
- 2014年（平成26年）8月8日 - 開業50周年
- 2025年（令和7年）1月4日 - 営業終了[4]

##### その他
- 当ホテルのあった北区小深町38番地には、関西観光自動車の営業所を経て、阪急バス大阪営業所があった。大阪新阪急ホテルの建設工事にあわせて、1962年12月に東和町10の1（現在のホテル阪急インターナショナル）に移転した。
- 2006年から当ホテルで営業するレストランや宴会場でメニュー表示と異なる食材を使用して客に料理を提供していた[5]。